# استان ادوآردو آباروآ
استان ادوآردو آباروآ (به اسپانیایی: Provincia de Eduardo Abaroa) یکی از استان‌های بولیوی در بولیوی است که در شهرستان اورورو واقع شده‌است. استان ادوآردو آباروآ ۳٬۷۳۸ کیلومتر مربع مساحت و ۲۷٬۶۷۵ نفر جمعیت دارد.